# Џамија краља Фахда
Џамија краља Фахда (арап. مسجد الملك فهد) џамија је у Алипашином пољу у Сарајеву, главном граду Босне и Херцеговине.
Тренутно је највећа џамија у Сарајеву према капацитету. Саграђена је у дијелу града који је најнасељенији, али није имао исламски вјерски објекат.
Изградњу џамије краља Фахда финансирала је Саудијска Арабија и била је највећа џамија на Балканском полуострву. Отворена је 2000. године, само пет година послије потписивања Дејтонског мировног споразума.

## Галерија
- Предња врата
- Унутрашњост
- Вјерска литература